# Parijs-Chauny
Parijs-Chauny is een eendaagse wielerwedstrijd tussen de Franse steden Parijs en Chauny, in de regio's Hauts-de-France en Île-de-France. De eerste editie werd in 1922 verreden en gewonnen door de Fransman Charles Lacquehay. Namens België schreven Maxime Vantomme, Dieter Bouvry en Jasper Philipsen de koers al eens op hun naam; namens Nederland won Ramon Sinkeldam als enige de koers.
Tot 2014 was de koers een nationale wedstrijd; vanaf 2015 staat ze echter op de kalender van de UCI Europe Tour, aanvankelijk met een classificatie van 1.2, maar sinds 2018 is dit opgewaardeerd tot 1.1. Tot en met 2018 werd Parijs-Chauny in juni verreden, vanaf 2019 is de wedstrijd verplaatst naar september.
Bekende oud-winnaars zijn onder meer Marc Sarreau, Thomas Boudat, Arnaud Démare en Jasper Philipsen.

## Lijst van winnaars

### Meervoudige winnaars
| Overwinningen | Renner           | Land      | Jaren      |
| ------------- | ---------------- | --------- | ---------- |
| 2             | Gilbert Loof     | Frankrijk | 1958, 1961 |
| 2             | Franck Morelle   | Frankrijk | 1995, 1999 |
| 2             | Benoît Daeninck  | Frankrijk | 2009, 2013 |
| 2             | Jasper Philipsen | België    | 2021, 2023 |

### Overwinningen per land
| Overwinningen | Land                                                                                  |
| ------------- | ------------------------------------------------------------------------------------- |
| 51            | Frankrijk                                                                             |
| 4             | België                                                                                |
| 2             | Polen, Verenigd Koninkrijk                                                            |
| 1             | Canada, Estland, Finland, Italië, Nederland, Noorwegen, Verenigde Staten, Wit-Rusland |